# غاري بلاك
غاري بلاك (11 مايو 1954 في المملكة المتحدة - ) (بالإنجليزية: Gary Black)‏ هو لاعب كريكت بريطاني. لعب مع Buckinghamshire County Cricket Club ‏.

## وصلات خارجية
- غاري بلاك على موقع إي آس بي آن كريك إنفو (الإنجليزية)